# Pseudicius marshi
Pseudicius marshi là một loài nhện trong họ Salticidae.
Loài này thuộc chi Pseudicius. Pseudicius marshi được Elizabeth Maria Gifford Peckham & George William Peckham miêu tả năm 1903.